# キャンパーダウンの海戦
キャンパーダウンの海戦 （キャンパーダウンのかいせん、英：Battle of Camperdown、蘭：Zeeslag bij Kamperduin）は、フランス革命戦争中の1797年10月11日にグレートブリテン王国（イギリス）艦隊とオランダ艦隊で戦われた海戦。
ダンカン提督指揮のイギリス艦隊と、デ・ウィンテル提督指揮のオランダ艦隊は、オランダ、アルクマール北西のキャンパーダウン村の沖合で戦い、イギリス艦隊がオランダ艦隊を破って北海の制海権を得た。
この海戦はイギリス海軍の水兵ジャック・クロフォードが提督旗をマストに釘づけにした逸話によっても知られている。

## 背景
1797年の間ずっと、ダンカンはデン・ヘルダーとテッセルでオランダ艦隊を封鎖していた。オランダ艦隊は、アイルランドで計画されている反乱を支援するフランス軍のアイルランド上陸を掩護することを目的としていた。そしてさらに、約50,000のオランダ軍がスコットランドに上陸して、スコットランド人組織の助けを借りてスコットランド中南部を制圧する計画もあった。しかし港での長い待機は、船の必需品を減少させ、そのうえ士気をもむしばんでいた。オランダは、ダンカンの封鎖艦隊が数週間にわたってたった4隻しかいなくなっていることに気づいていなかった。その他の艦は後に「ノアの反乱」として知られている騒動に巻き込まれていた。この反乱は、首謀者の絞首刑によって終わり、兵は任務に戻った。
9月遅く、オランダは侵略作戦を断念した。イギリス海軍本部はこれを知って、ダンカンに戦隊をヤーマスへ移してそこで再編成するように命じた。オランダはその機会をとらえて北海に進出し、彼ら自身の乗組員の不穏な動きを抑え、かつ孤立したイギリス艦を襲うことを企てた。イギリス艦隊はカッター「ブラック・ジョーク」とラガー「スペキュレーター」の警報によってテッセル島沖に集結し、オランダ艦隊の帰港を待った。

## 戦闘
2つの艦隊は、オランダの18マイル沖合で遭遇した。イギリス艦隊は24隻で南東へ向かっており、オランダ艦隊は25隻が単縦陣を組み、東南東に向かっていた。イギリス艦隊は8年後のトラファルガーの海戦を思わせる2列の陣形で攻撃した。ダンカンは「ヴェネラブル」に座乗して東側のグループを率い、副将リチャード・オンズロー中将は「モナーク」で西側のグループを率いた。この攻撃は、オランダ艦が海岸近くの浅瀬に逃れるのを防ぐために急がなければならなかった。ダンカンは「全艦追撃セヨ」の信号を掲揚し、各艦が機会があり次第個々に戦闘に入ることを許した。全艦が押し進む中、艦長の一部にはためらう動きもあった。イギリス艦隊は最も大胆なリーダー、ダンカンとオンズローを先頭にした2つの戦列を形成することになった。
「ヴェネラブル」はオランダ戦列を突破して、デ・ウィンテルの旗艦「ヴリヘイド」を風下側から攻撃した。他にも数隻のイギリス艦がオランダ戦列を突破し、両艦隊とも両舷で戦闘を行った。オランダ艦の一部はなんとか東に避退したが、旗艦「ヴリヘイド」を含む11隻が捕えられた。しかし、イギリス艦も大きな損害を受けており、避退したオランダ艦を追撃することはできなかった。イギリスの死傷者は戦死220人、負傷812人、オランダ側は戦死540人、負傷620人だった。死傷率の類似性は、双方ともに相手の船体を狙うという砲撃戦術を取ったことを反映している。（Mariner's Mirror誌23号（1937年刊行）ではイギリス側の戦死193、負傷622、オランダ側の戦死520、負傷952としている。）
この海戦では、船の大きさと武装についてイギリスが優位にあり、また訓練と演習についても同様だった。イギリス艦の数隻はカロネード砲で武装していた。それは射程は短いが重い砲弾を発射でき、近距離戦では破壊的な影響を持っていた。捕獲されたオランダ艦はみな、修繕が不可能なほどに破壊されていた。
デ・ウィンテル提督は旗艦を散々に破壊され（マストをすべて失っただけでなく、乗組員の半数以上を殺されるか、傷つけられていた）、降伏を余儀なくされてイギリスの捕虜となった。彼はダンカンに自らの帯剣を手渡そうとしたが、ダンカンはそれを拒絶し、その代わりに彼の手を握った。ダンカンとデ・ウィンテルは、どちらも大柄な男だった（伝えられるところではダンカンは6フィート4インチ（190cm）あった）。デ・ウィンテルは後に、「ダンカン提督と私のような巨大な物体が2つとも、この日の徹底的な虐殺を生き延びたことは驚くべきことだ。」と語っている。

## 海戦の影響
この海戦の結果、フランス軍の最初のアイルランド遠征は1798年8月まで行われず、反乱はその前に鎮圧された。

## イギリス艦隊
（おおよその戦闘序列順）
- 第1グループ
  - ランカスター（Lancaster）：64門
  - アイシス（Isis）：50門
  - ベリクー（Belliqueux）：64門
  - ベドフォード（Bedford）：74門
  - アーデント（Ardent）：64門
  - ヴェネラブル（Venerable）：74門、ダンカン提督旗艦
  - トライアンフ（Triumph）：74門、エシントン艦長
  - サース（Circe）：28門
- 第2グループ
  - ボーリュー（Beaulieu）：40門
  - エジンコート（Agincourt）：64門
  - アダマント（Adamant）：50門
  - ヴェテラン（Veteran）：64門
  - モナーク（Monarch）：74門、オンスロー中将旗艦
  - パワフル（Powerful）：74門
  - ディレクター（Director）：64門、ウィリアム・ブライ艦長
  - モンマス（Monmouth）：64門
  - ラッセル（Russell）：74門、トロロープ艦長
  - モンタギュー（Montagu）：74門、ナイト艦長
- その他
  - マーチン（Martin）：カッター
  - ローズ（Rose）：カッター
  - キング・ジョージ（King George）：カッター
  - アクティブ（Active）：カッター
  - ディリジェント（Diligent）：カッター
  - スペキュレーター（Speculator）：ラガー

## オランダ艦隊
（戦闘序列順）
- 戦列艦
  - Gelijkheid：64/68門 - 「ベリクー」と「ランカスター」により捕獲（3.10pm）
  - Beschermer：50/56門
  - Hercules：64門 - 炎上のうえ捕獲
  - Admiraal (Tjerk Hiddes) De Vries：64/68門 - 「アイシス」により捕獲（3.00pm）
  - ヴリヘイド（Vrijheid）：74門 - デ・ウィンテル提督旗艦、捕獲（3.15pm）
  - Staten-Generaal：74門
  - Wassenaar：64門 - 「パワフル」・「ヴェテラン」により捕獲（2.00pm）
  - バタヴィア（Batavier）：50/56門
  - Brutus：74門 - Bloys van Treslong少将旗艦
  - レイデン（Leyden）：64/68門
  - Mars：44門
  - Cerberus：64/68門
  - Jupiter：74/72門 - Reyntjes中将旗艦、捕獲（1.45pm）
  - Monnikendam：40/44門 - 捕獲（2.00pm）後破壊
  - ハールレム（Haarlem）：64/68門 - 「アダマント」により捕獲（1.15pm）
  - アルクマール（Alkmaar）：50/56/52門 - 捕獲（2.30pm）
  - デルフト（Delft）：50/54/60門 - 捕獲（2.15pm）、10月15日2.30am 沈没

- 小型艦（戦闘には参加せず）
  - Embuscade：32門 - 捕獲されたが座礁し、奪還
  - Heldin：32門
  - Minerva：24門（シップ型コルベット）
  - Waakzaamheid：24門（シップ型コルベット）
  - Ajax：18門（ブリッグ型コルベット）
  - Atalanta：18門（ブリッグ型コルベット）
  - Daphne：18門（ブリッグ型コルベット）
  - Galathée：18門（ブリッグ型コルベット）
  - Haasje：6門（通報艦 ?）
  - （艦名未詳）：（通報艦）

（2番目に書かれた砲門数は「マリナーズミラー」誌第23巻（1937年）による。）